# Rival Sons
Rival Sons je americká hard rocková a blues rocková skupina, založená v roce 2008 v Los Angeles. Skupinu tvoří zpěvák Jay Buchanan, kytarista Scott Holiday, baskytarista Robin Everhart a bubeník Mike Miley. Své debutové album s názvem Before the Fire si skupina vydala vlastním nákladem. Druhou desku pojmenovanou Pressure & Time z roku 2011 vydalo vydavatelství Earache Records. Autorem obalu alba je Storm Thorgerson. Zatím poslední album s názvem Hollow Bones skupina vydala v roce 2016. Skupina hraje jak své vlastní koncerty, tak i předskakuje skupinám jako jsou Judas Priest, Guns N' Roses nebo AC/DC.

## Diskografie
Studiová alba
- Before the Fire (2009)
- Pressure & Time (2011)
- Head Down (2012)
- Great Western Valkyrie (2014)
- Hollow Bones (2016)
- Feral Roots (2019)
- Darkfighter (2023)
- Lightbringer (2023)